# Emblema dell'Algeria
L'emblema dell'Algeria è il simbolo araldico ufficiale del paese, adottato nel 1976.

## Descrizione
L'emblema consiste in un disco su cui spiccano una mezzaluna con stella islamica rosse, e una mano di Fatima. Sullo sfondo sono raffigurate un sole che sorge dalle montagne dell'Atlante e, a simbolo dell'economia del paese, delle industrie e delle colture agricole. Sul bordo del disco è riportato il nome del paese: الجمهورية الجزائرية الديمقراطية الشعبية (Repubblica Democratica Popolare d'Algeria).

## Stemmi storici

Stemma dell'Algeria ottomana (????–1830)
Stemma dell'Algeria ottomana (1710–1830)
Stemma dell'Algeria ottomana
Stemma dell'Algeria durante il periodo coloniale (1830–1962)
Sigillo del Emirato di Abd el-Kader (1832–1847)
Stemma dell'Algeria francese durante il Secondo Impero (1865)
Sigillo del governo generale dell'Algeria (1950)
Sigillo del governo generale dell'Algeria (1962)
Sigillo del Governo Provvisorio della Repubblica Algerina (1958-1962)
Emblema della Repubblica d'Algeria (1962-1971)
Emblema della Repubblica d'Algeria (1971-1976)